# C6H4Cl2N2O2
化学式C6H4Cl2N2O2（摩尔质量：207.01 g/mol）可以指：
- 二氯硝基苯胺
  - 2,6-二氯-4-硝基苯胺，CAS号：99-30-9
- 氯氨吡啶酸，CAS号：150114-71-9

|  | 这个同类索引页列出了具有相同分子式的化学物（即同分異構體）条目。 除非您是有意链接至本页，否则应将相应条目的内部链接指向正确的条目。 |